# منظمة الإدارة والتخطيط في إيران

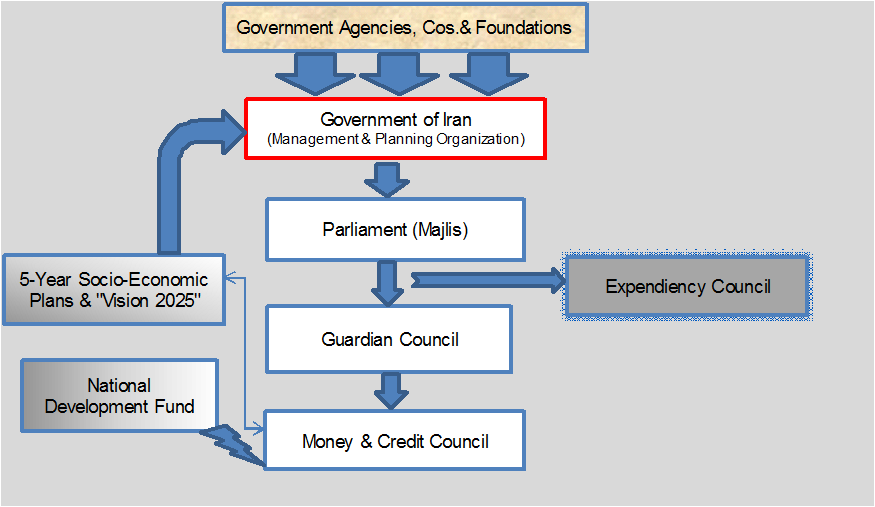
طريقة الميزانية الإيرانية

منظمة الإدارة والتخطيط في إيران (بالفارسية: سازمان مدیریت و برنامه ریزی ایران) باختصار (MPO) هي واحدة من أكبر المؤسسات الحكومية في إيران. من عام 1948 حتى عام 2007 ومرة أخرى منذ عام 2013، وهي مسؤولة تماما عن إعداد ميزانية البلاد. المركز الإحصائي لإيران كان جزءا من منظمة إدارة التخطيط في إيران.
كانت تعرف سابقا باسم منظمة الخطة والميزانية (PBO)، ومنظمة إدارة والتخطيط في إيران لديها مجموعة متنوعة من الأهداف والواجبات، بما في ذلك تقييم موارد البلاد، وإعداد خطط التنمية متوسطة وطويلة المدى والسياسات وإعداد الميزانيات السنوية، ورصد وتقييم العمل المنجز في إطار الخطط المنفذة.
ووفقا لخطة التنمية الخمسية الثالثة، تم تطوير «خطة تنمية ريادة الأعمال في الجامعات الإيرانية» (المعروفة باسم خطة كاراد)، وأطلقت في اثنتي عشرة جامعة في جميع أنحاء البلاد، تحت إشراف منظمة الإدارة والتخطيط ووزارة العلوم والبحوث والتكنولوجيا.